# 北海道道397号豊富停車場線
北海道道397号豊富停車場線（ほっかいどうどう397ごう とよとみていしゃじょうせん）は、北海道天塩郡豊富町内を結ぶ一般道道（北海道道）である。

## 概要
全線にわたり北海道道444号稚咲内豊富停車場線と重複しているが、独立した路線番号を持つ。

### 路線データ
- 起点：北海道天塩郡豊富町字豊富駅前通（JR北海道 宗谷本線 豊富駅）
- 終点：北海道天塩郡豊富町字豊富大通9丁目（国道40号・北海道道84号豊富浜頓別線交点）
- 総延長：0.293 km[1]
- 実延長：0.283 km[1]
- 重用延長：0.010 km[1]

### 道路管理者
- 宗谷総合振興局 稚内建設管理部 事業課

## 歴史
- 1961年（昭和36年）3月31日 - 路線認定[2]。

## 路線状況

### 重複区間
- 北海道道444号稚咲内豊富停車場線（豊富町字豊富駅前通〔起点〕 - 豊富町字豊富大通9丁目〔終点〕）

## 地理

### 通過する自治体
- 宗谷総合振興局
  - 天塩郡豊富町

### 交差する道路
豊富町
- 国道40号 - 字豊富大通9丁目（終点）
- 北海道道84号豊富浜頓別線 - 字豊富大通9丁目（終点）
- 北海道道444号稚咲内豊富停車場線 - 字豊富駅前通（起点）、字豊富大通9丁目（終点）（重複）

### 沿線にある施設など
豊富町
- JR北海道 宗谷本線 豊富駅
- 北宗谷農業協同組合本所